# Metzger Motor Car Company
Metzger Motor Car Company war ein US-amerikanischer Hersteller von Automobilen.

## Unternehmensgeschichte
Barney Everitt und William Metzger verließen 1909 nach einem Streit mit Walter Flanders die Everitt-Metzger-Flanders Company. Sie gründeten ein neues Unternehmen in Detroit in Michigan. Konstrukteur war William Kelly, der ebenfalls vorher bei EMF tätig war. Sie begannen 1910 mit der Produktion von Automobilen. Der Markenname lautete Everitt. Für 1910 waren 2500 Fahrzeuge geplant. Diese waren alle im Voraus verkauft, bevor die Produktion begann. Lizenzen wurden an Tudhope Motor und Brockville Atlas Auto aus Kanada vergeben. Ende 1912 trat Walter Flanders ebenfalls in das Unternehmen ein. Im gleichen Jahr endete die Produktion.
Eine Reorganisation führte 1912 zur Everitt Motor Car Company, wenig später umbenannt in Flanders Motor Company.

## Fahrzeuge

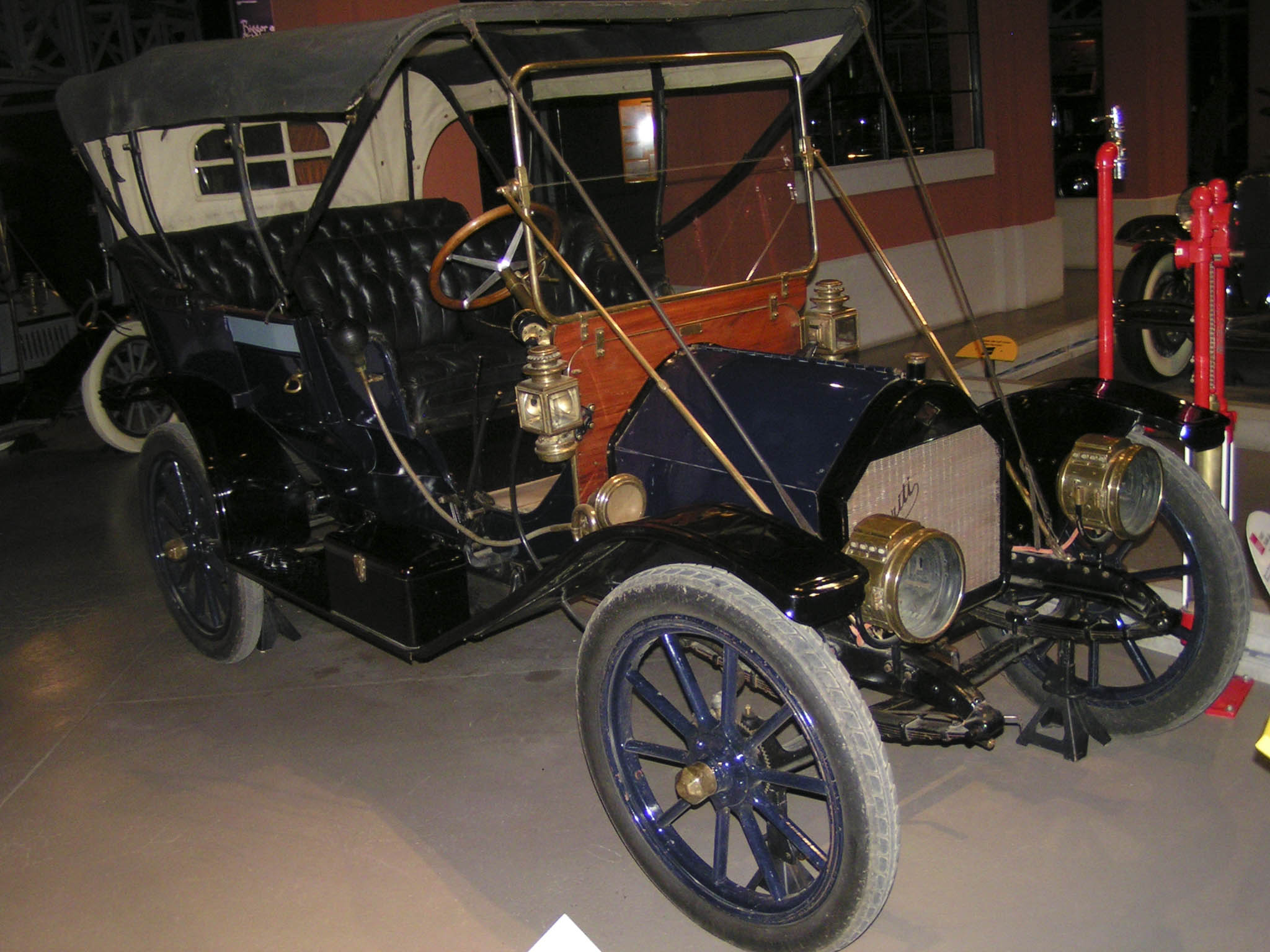
Everitt Four-30 Touring (1910).

Das einzige 1910er Modell Four-30 ähnelte dem EMF 30. Der Vierzylindermotor leistete 30 PS. Das Fahrgestell hatte 279 cm Radstand. Zur Wahl standen ein Tourenwagen mit fünf Sitzen und ein Runabout mit zwei Sitzen.
1911 gab es dieses Modell als fünfsitzigen Tourenwagen, auch mit vorderen Türen, sowie als zweisitzigen Roadster und viersitziges Coupé. Ein etwas größeres Modell ergänzte das Sortiment. Der Four-36 hatte einen Vierzylindermotor mit 36 PS Leistung. Der Radstand betrug 292 cm. Das Fahrzeug war nur als Roadster mit zwei Sitzen und als Tourenwagen mit fünf Sitzen erhältlich.
1912 gab es den Four-30 nur als zweisitzigen Roadster und als fünfsitzigen Tourenwagen. Der Four-36 blieb unverändert. Neu war der Six-48. Sein Sechszylindermotor leistete 48 PS. Der Radstand betrug 323 cm. Aufbauten als zweisitziger Roadster, viersitziger Torpedo sowie als fünf- und sechssitzige Tourenwagen sind überliefert.

## Modellübersicht
| Jahr | Modell  | Zylinder | Leistung (PS) | Radstand (cm) | Aufbau                                                                                  |
| ---- | ------- | -------- | ------------- | ------------- | --------------------------------------------------------------------------------------- |
| 1910 | Four-30 | 4        | 30            | 279           | Tourenwagen 5-sitzig, Runabout 2-sitzig                                                 |
| 1911 | Four-30 | 4        | 30            | 279           | Tourenwagen 5-sitzig, Fore-Door Tourenwagen 5-sitzig, Roadster 2-sitzig, Coupé 4-sitzig |
| 1911 | Four-36 | 4        | 36            | 292           | Roadster 2-sitzig, Tourenwagen 5-sitzig                                                 |
| 1912 | Four-30 | 4        | 30            | 279           | Roadster 2-sitzig, Tourenwagen 5-sitzig                                                 |
| 1912 | Four-36 | 4        | 36            | 292           | Roadster 2-sitzig, Tourenwagen 5-sitzig                                                 |
| 1912 | Six-48  | 6        | 48            | 323           | Roadster 2-sitzig, Torpedo 4-sitzig, Tourenwagen 5-sitzig und 6-sitzig                  |